# Comostola eucraspeda
Comostola eucraspeda là một loài bướm đêm trong họ Geometridae.